# Mickey Hardt
Mickey Hardt (Sorengo, Ticino kanton, 1969. március 27. –) svájci színész, modell és harcművész.
Leginkább a Fedőneve: Puma című német televíziós sorozatból ismert. Hardt gyakorlott harcművész, járatos a taekwondóban és a savate-ban. Luxembourgi állampolgár.

## Élete és pályafutása
Nyolcévesen kezdett érdeklődni a harcművészetek iránt. Luxembourgban kezdett el taekwondót tanulni 1984-ben, három évvel később szerezte meg első danját.
Pályafutása azonban modellkedéssel kezdődött, emellett színjátszást tanult. A hongkongi harcművész Donnie Yen fedezte fel, amikor a Fedőneve: Puma című német televíziós sorozathoz kerestek főszereplőt. Hardt dolgozott Yen kaszkadőrcsapatával és szerepelt a Jackie Chan: Ikerhatás című hongkongi filmben is.
Később David Carradine-nel szerepelt együtt a Max Havoc és a sárkány átka című filmben.
2011-ben Hardt megszerezte 2. danját taekwondóból.